# Перак
Перак е щат на Малайзия. Населението му е 2 352 743 жители (по преброяване от 2010 г.), а има площ от 21 038 кв. км. Телефонният му код е 05, а МПС кодът А. Пощенските му кодове са в диапазона 30xxx до36xxx, 39xxx. Щатът е разделен на 10 административни района. Средните температури са между 23 и 33 градуса, а влажността е често над 82,3%.